# Download Festival

The Download Festival es un festival de rock y heavy metal que se realiza durante tres días, llevado a cabo anualmente en el Donington Park (El mismo que ha hospedado los festivales Monsters of Rock entre 1980 y 1996, y el Ozzfest del 2002). Se realiza al final de la primavera, y es organizado por Live Nation. Normalmente se lleva a cabo en el mes de junio.

## Download 2003
El primer Download Festival se hizo en el 2003. Los Cabeza de cartel fueron originalmente Iron Maiden y Limp Bizkit, pero Limp Bizkit fue sacado y en su lugar se colocó a Audioslave. Metallica intentó colarse entre los cabezas de cartel pero no pudieron serlo, ya que lo eran en el Reading Festival de ese año. Aun así, tocaron en el segundo escenario.
| Main Stage | |
| Sábado | Domingo |
| Iron Maiden Marilyn Manson Deftones Ministry Slayer Murderdolls Amen Funeral for a Friend Stampin' Ground Shadows Fall Murder One | Audioslave Zwan Flint Apocalyptica Less Than Jake Disturbed Stone Sour Evanescence Mudvayne Spineshank The Darkness One Minute Silence Raging Speedhorn Instruction |

| Scuzz Stage | |
| Sábado | Domingo |
| A Reel Big Fish Taproot Sepultura Reef HIM SOIL (banda) The Hellacopters SikTh 3 Colours Red From Autumn to Ashes QueenAdreena Violent Delight Arch Enemy Chimaira | NOFX boysetsfire The Bouncing Souls Strung Out Thrice [Spunge] TSOL Real McKenzies Metallica The Eighties Matchbox B-Line Disaster Brand New Beatsteaks Randy Fabulous Disaster |

## Download 2004
En el 2004, fue añadido otro escenario al festival, llevando el total a tres. Sesenta y dos bandas tocaron en dos días.
| Main Stage |                                                                                             |
| Sábado | Domingo                                                                                     |
| Linkin Park Sum 41 The Stooges The Hives The Distillers Cradle of Filth Monster Magnet Opeth The Dillinger Escape Plan | Metallica Korn Slipknot Slayer Machine Head Damageplan Soulfly Ill Niño Turbonegro Breed 77 |

| Snickers Stage | |
| Sábado | Domingo |
| Pennywise Electric Six Wildboyz (Steve-O and Chris Pontius) Arch Enemy Biffy Clyro Idiot Pilot Million Dead Instruction 36 Crazyfists Akercocke Viking Skull Powder The Bled | HIM Bowling for Soup Taking Back Sunday Slayer Life of Agony Brides of Destruction Drowning Pool Hatebreed Hoobastank Trapt Silvertide Ricky Warwick Terra Diablo |

| Barfly Stage | |
| Sábado | Domingo |
| Peaches International Noise Conspiracy Ikara Colt thisGirl Roxy Saint The Glitterati Surferosa Burst Lowfive Yourcodenameis:Milo Bullet for My Valentine The Holiday Plan Hiding place Fireapple Red | Suicide Girls Young Heart Attack Span The Sounds Dirty Americans Recover Amplifier Do Me Bad Things Danko Jones The Black Dahlia Murder Mooney Suzuki Gonga Despised Icon Hurricane Party Planet of Women |

Escocia
En junio de 2004 el Download Festival fue llevado a cabo en el parque Glasgow Green en Glasgow varios días antes del evento de Donington. El festival tenía un número de bandas limitado, con solo nueve bandas tocando en los dos días que duró el festival. Sin embargo, las bandas que tocaron fueron similares a las que aparecieron en Donington, incluidos los cabeza de cartel, Metallica y Linkin Park. Download Scotland también vio la presentación de la banda de Gales Lostprophets quienes fueron los únicos del evento que no tocaron en Donington.
Otros que tocaron en el festival fueron Korn, Slipknot, Iggy and The Stooges, Machine Head, The Distillers y HIM.
| Día 1                       | Día 2                                                            |
| --------------------------- | ---------------------------------------------------------------- |
| Metallica Slipknot Korn HIM | Linkin Park Lostprophets The Stooges The Distillers Machine Head |

## Download 2005
Download 2005 fue llevado a cabo en el Donington Park, del 10 al 12 de junio de 2005. Este festival fue diferente a los otros ya que el sábado fue nombrado como Ozzfest 2005.
Lemmy Kilmister se subió al escenario, con miembros de MC5 para tocar junto a Gilby Clarke Back in the USA.
| Main Stage                                                                                             | |                                                                                                |
| Viernes                                                                                                | Sábado | Domingo                                                                                        |
| Feeder Garbage Dinosaur Jr Megadeth Biffy Clyro The Others JJ72 Idiot Pilot Wednesday 13 Queen Adreena | Black Sabbath Velvet REvolver HIM Anthrax Alter Bridge Bowling for Soup A The Mad Capsule Markets The Dwarves Trivium | System of a Down Slipknot Slayer Nightwish Killswitch Engage Papa Roach Mudvayne Society 1 DV8 |

| Snickers Stage                                                                                          | | |
| Viernes                                                                                                 | Sábado | Domingo |
| Billy Idol The Used My Chemical Romance InMe The Bled Apocalyptica Underøath Lordi Fozzy Flogging Molly | In Flames Chimaira Lamb of God Bullet for My Valentine Meshuggah Unearth Every Time I Die Open Hand American Head Charge The Hurt Process | Motörhead MC5 Funeral for a Friend Lacuna Coil Mastodon Shadows Fall Helmet Caliban As I Lay Dying Gizmachi Send More Paramedics The Mascara Story |

| Napster Stage | | |
| Viernes | Sábado | Domingo |
| Napalm Death Raging Speedhorn Paradise Lost A Change of Pace Hurricane Party Tokyo Dragons Colour of Fire Slunt Just a Word Crashdïet Planet of Women | Helmet The Lucky Nine Breed 77 The Explosion Towers of London Johnny Truant The Ga Ga's The Answer Panic Cell Crucified Barbara Diamond Nights Quit Your Day Job City on Fire | Therapy? Team Sleep Eighties Matchbox B-Line Disaster The Dresden Dolls The Glitterati The Saints Engerica 3 Inches of Blood Still Remains No Hope in New Jersey Acidtone Henry Rollins |

## Download 2006

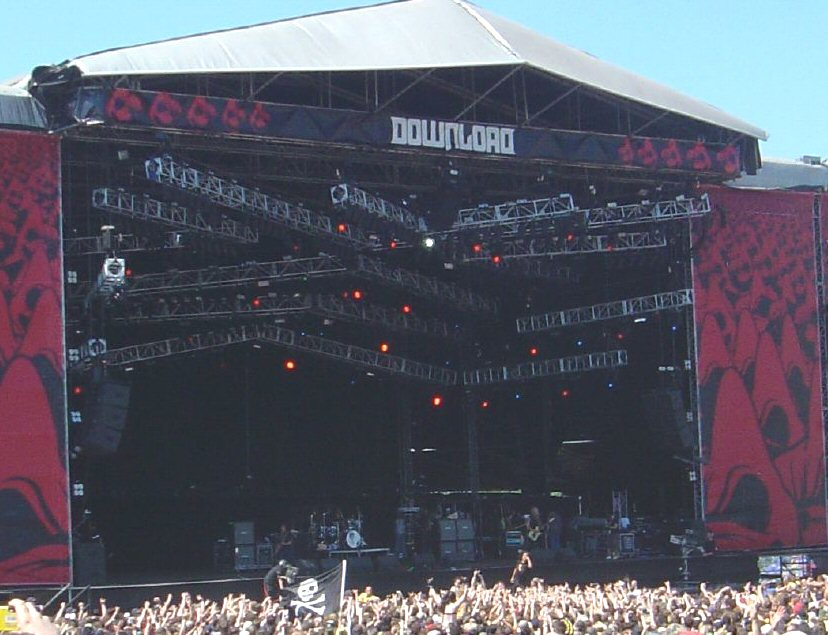
Alice in Chains en el Download Festival 2006.

La edición 2006 del Download Festival se hizo los días 9, 10, y 11 de junio. Download 2006 fue el festival más vendedor de todos en Inglaterra.
2006 fue el primer año en que el festival se hizo también en Irlanda.
El momento más memorable del festival fue el anuncio que el vocalista de Korn Jonathan Davis fue llevado al hospital, Munky, Fieldy y David Silveria explicaron las porque Jonathan no podía cantar hoy y tocaron con los vocalistas invitadosCorey Taylor de Slipknot, Dez Fafara de DevilDriver, Jesse Hasek de 10 Years, Benji Webbe de Skindred, M. Shadows de Avenged Sevenfold, y Matt Heafy de Trivium.
| Main Stage                                                                                | | |
| Viernes                                                                                   | Sábado | Domingo |
| Tool Deftones Coheed and Cambria Soulfly Strapping Young Lad Soil Wicked Wisdom Amplifier | Metallica Korn Trivium Avenged Sevenfold Stone Sour Alice in Chains Arch Enemy Bloodsimple Satyricon Down | Guns N' Roses Funeral for a Friend Bullet for My Valentine Cradle of Filth Lacuna Coil In Flames 36 Crazyfists DragonForce Hatebreed Breed 77 |

| Snickers Stage                                                                                                  | | |
| Viernes | Sábado | Domingo |
| The All-American Rejects Atreyu InMe Clutch Fishbone Dredg Bleeding Through Gojira Throwdown Suns of the Tundra | Alter Bridge Opeth Within Temptation Secret Machines Billy Talent Henry Rollins DevilDriver SikTh Johnny Truant Khoma | The Prodigy Alexisonfire Eighteen Visions Hundred Reasons Aiden Fightstar From First to Last DevilDriver Zebrahead God Forbid |

| Gibson/Myspace Stage | | |
| Viernes | Sábado | Domingo |
| Art of Dying Ginger & The Sonic Circus Backyard Babies Cathedral Engerica Bullets & Octane My Awesome Compilation Animal Alpha The Audition Enter Shikari Kitty Hudson | Killing Joke Reuben Mondo Generator Louie This Is Menace 10 Years Flyleaf Manic It Dies Today Living Things Exit Ten Colon Open Bracket Stonegard My Alamo | Sick of it All Lordi Skindred Moneen Darkest Hour Blindside Mendeed Bring Me the Horizon The Zico Chain Voodoo Six Lauren Harris Winterville Streetlight Youth I-Def-I |

| Snickers Bowl Stage                  |                                               |                                   |
| Viernes                              | Sábado                                        | Domingo                           |
| Gay for Johnny Depp Keiko SinTuition | Get Cape. Wear Cape. Fly getAmped The Hedrons | Viking Skull Betty curse Evergrey |

## Download 2007
El Download Festival 2007 se llevó a cabo del 8 al 10 de junio de 2007.
Las tres bandas cabezas de cartel festival fueron My Chemical Romance, Linkin Park y Iron Maiden. El anuncio de My Chemical Romance como cabeza de cartel decepcionó a los fanes que querían una banda más pesada.
Se anunciaron los nuevos nombres del segundo y tercer escenario, el Dimebag Darrell Stage, y el Tuborg Stage.
El Download 2007 fue la primera aparición de Dimmu Borgir en Inglaterra. Hardcore Superstar perdieron su puesto, porque su autobús se averió en Alemania
| Main Stage | | |
| Viernes | Sábado | Domingo |
| My Chemical Romance Panic! at the Disco Velvet Revolver Wolfmother DragonForce Megadeth Hinder Buckcherry Zico Chain | Linkin Park Marilyn Manson Slayer Machine Head Bowling for Soup 30 Seconds to Mars Aiden Shadows Fall HELLYEAH Turisas | Iron Maiden Evanescence Killswitch Engage Stone Sour Lamb of God Mastodon Papa Roach Chimaira Reuben Parikrama |

| Dimebag Darrell Stage                                                                          | | |
| Viernes                                                                                        | Sábado | Domingo |
| Korn Enter Shikari Paramore Porcupine Tree Saosin From Autumn to Ashes Turbonegro Ill Niño ANJ | Mötley Crüe Satellite Party Biffy Clyro My Vitriol My Dying Bride Gallows Anathema As I Lay Dying Bring Me the Horizon Bloodsimple Elliot Minor Cat the Dog | Billy Talent Dream Theater Dimmu Borgir Within Temptation Napalm Death Paradise Lost Orange Goblin DevilDriver Unearth Cancer Bats After Forever Eyelash |

| Tuborg Stage | | |
| Viernes | Sábado | Domingo |
| Suicidal Tendencies Hayseed Dixie yourcodenameis:milo Job for a Cowboy The Hedrons Sanctity I Was a Cub Scout The Scare This Et Al Fortune Drive Drive-by Argument | Head Automatica Necro The Answer Silverstein Lez Zeppelin Architects Priestess Panic Cell Beyond All Reason My Alamo Damone (banda)Damone Army of Freshmen Malpractice | Reel Big Fish Fastway Cult of Luna Lauren Harris Fair to Midland Kids in Glass Houses Between the Trees Flood of Red Hardcore Superstar Lights. Action! In This Moment The Ghost of a Thousand LostAlone |

## Download 2008
El Download festival 2008 se hizo del 13 de junio al 15 de junio. Chris Cornell originalmente iba a tocar en el festival, pero canceló su gira europea para concentrarse en su nuevo disco. Kid Rock también fue cancelado en el último momento.
| Main Stage                                                                               | | |
| Viernes                                                                                  | Sábado | Domingo |
| Kiss Judas Priest Motörhead Disturbed Kid Rock (cancelado) Seether Beat Union Black Tide | The Offspring Incubus Bullet for My Valentine Biffy Clyro Alter Bridge Madina Lake 36 Crazyfists Job for a Cowboy Skindred Sign | Lostprophets Jimmy Eat World Coheed & Cambria In Flames Within Temptation Apocalyptica Black Stone Cherry Fightstar From First to Last Glamour of the Kill |

| Tuborg Stage | | |
| Viernes | Sábado | Domingo |
| Simple Plan Rise Against Rival Schools The Subways The Fall of Troy Comeback Kid The Black Dahlia Murder Stone Gods Zebrahead | HIM Ash Pendulum Ace Frehley Amon Amarth Bleeding Through Throwdown A Day to Remember The Devil Wears Prada Alesana Annotations of an Autopsy Malefice | Cavalera Conspiracy Children of Bodom The Wildhearts Elliot Minor Kids in Glass Houses Chiodos Airbourne Rose Tattoo Lethal Bizzle Municipal Waste Animal Alpha Cry for Silence |

| Gibson Stage | | |
| Viernes | Sábado | Domingo |
| The Dillinger Escape Plan Kill Hannah Slaves to Gravity High on Fire In Case of Fire Blackhole Hostile Firewind Caimbo Rolo Tomassi Lovvers | Testament Saxon Johnny Truant Fighting With Wire Brigade Army of Freshmen The Haze Big Linda The Last Supper Trigger the Bloodshed Mexicolas Go:Audio Rise to Remain Verra Cruz | Jonathan Davis Valient Thorr Haunts August Burns Red Voodoo Six Between the Buried and Me Ted Maul Canterbury Exit Ten The Galvatrons Sons of Albion Devil Sold His Soul Invasion |

## Download 2009
La edición 2009 del Download Festival se llevó a cado del 12 al 14 de junio en el Donington Park. Las cabezas de cartel confirmadas son Faith No More, Slipknot y Def Leppard. Estas bandas son las únicas que ya tienen puesto y hora aseguradas.
Otras bandas importantes son Limp Bizkit, quienes tocan con sus miembros originales por primera vez desde el 2001, y Anvil.
El listado de bandas oficial puede ser encontrado en
here.
| Main Stage                                                                                         | |                                                                                              |
| Viernes                                                                                            | Sábado | Domingo                                                                                      |
| Faith No More Korn Limp Bizkit Killswitch Engage Billy Talent Staind The Blackout Hollywood Undead | Slipknot Marilyn Manson Pendulum Chris Cornell DragonForce Down DevilDriver Hatebreed Five Finger Death Punch Tim Owens | Def Leppard Whitesnake ZZ Top Dream Theater Journey Black Stone Cherry Skin Tesla Stone Gods |

| 2nd Stage | | |
| Viernes "CrüeFest" | Sábado | Domingo |
| Mötley Crüe Opeth Lacuna Coil Bring Me The Horizon Dir en Grey Parkway Drive A Day To Remember In This Moment Steadlur | The Prodigy You Me At Six Chris Cornell The Answer Static X Fightstar In Case of Fire Hardcore Superstar Symphony Cult The Crave | Trivium Papa Roach Buckcherry Clutch Shinedown Volbeat Karma to Burn Sevendust God Forbid Suicide Silence Trigger the Bloodshed Sacred Mother Tongue |

| Tuborg Stage | | |
| Viernes | Sábado | Domingo |
| Meshuggah Duff McKagan's Loaded Backyard Babies Voivod Enter Shikari Middle Class Rut Lauren Harris Sylosis Bleed from Within Hunting the Minotaur Sleepercurve | Anvil Architects Thunder Lawnmower Deth Man Raze General Fiasco Billy Boy On Poison Loverman Facecage Black Spiders No Americana Acid Drop | Go:Audio Therapy? The 69 Eyes Sabbat Steel Panther Dear Superstar Hexes Hostile esOterica Pulled Apart by Horses Turbowolf Violent Soho Brides |

| Red Bull Bedroom Jam Stage | | |
| Viernes | Sábado | Domingo |
| Blackhole New Device DissolvedIn Linchpin Don Broco The Outcry Collective White Man Kamikaze Young Guns Tripswitch The Instigators | The Blackout This City People In Planes My Passion The Auteur None The Less 13 Riots Forever Never Serpico The Computers Japanese Voyeurs Auger Bane | We Are the Ocean Flood of Red Exit Avenue First Strike Twin Atlantic Attack! Attack! Logan Fei Comodo Jett Black Million $ Reload Raucous Jays Fall from Grace |

## Download 2010
La edición del 2010 tuvo como fin celebrar los 30 años del Monsters of Rock de Donington, se llevó a cabo entre el 11 y el 13 de junio.
| Main Stage                                                                     | |                                                                                     |
| Viernes                                                                        | Sábado | Domingo                                                                             |
| AC/DC Them Crooked Vultures Wolfmother Killswitch Engage 36 Crazyfists Unearth | Rage Against the Machine Deftones Megadeth Lamb of God Five Finger Death Punch Flyleaf Hellyeah Taking Dawn | Aerosmith Stone Temple Pilots Motörhead Billy Idol Slash Cinderella Saxon FM Dommin |

| 2nd Stage: Ronnie James Dio Stage                                                  | | |
| Viernes                                                                            | Sábado | Domingo |
| Bullet For My Valentine Coheed and Cambria A Day To Remember 36 Crazyfists Unearth | 30 Seconds to Mars HIM The Blackout Atreyu Volbeat We Are The Fallen Cancer Bats Rolo Tomassi Sonic Syndicate Rise to Remain | Stone Sour Airbourne Steel Panther Porcupine Tree The Dillinger Escape Plan The Damned Things Napalm Death Switchfoot August Burns Red Noinpoint 3 Inches of Blood White Wizzard |

| Pepsi Max Stage                                                                     | | |
| Viernes                                                                             | Sábado | Domingo |
| Job For A Cowboy As I Lay Dying Tyketto Lawnmower Deth Sweethead Year Long Disaster | Michael Monroe Skin Y&T Senser Enuff Z'Nuff Alestorm Rock Sugar Genitortures Reckless Love Sybreed Holy Grail Killing For Company Godsized | Suicidal Tendencies Zebrahead Young Guns Die Apokalyptischen Reiter Whitechapel Jim Jones Revue Esoterica Your Demise Crime in Stereo Tab the Band The Morning After No Americana Ben Poole |

| Red Bull Bedroom Jam Stage                          | |                                                                       |
| Viernes                                             | Sábado                                                                                                 | Domingo                                                               |
| Devil Sold His Soul Funeral Party Imicus The Humour | Breed 77 Glamour of the Kill Kadawatha The Dead Lay Waiting The Plight The Urban Vodoo Machine Revoker | Panic Cell T-34 Max Raptor The Virginmarys Straightlines Tiger Please |

| Acoustic Stage                               |                                                                                        |                                                                                |
| Viernes                                      | Sábado                                                                                 | Domingo                                                                        |
| Skin Jettblack Sondura Starseed Danny Vaughn | Reckless Love Panic Cell The Humour The More I See Dommin Everything Burn The Blackout | Ginger Nonpoint Enuff Z'Nuff DJ Clash The Dirty Feel Ricky Warwick Taking Dawn |

## Download 2011
La novena edición del Download Festival se celebró en el Donington Park entre el 10 y 12 de junio.
| Main Stage                                                                                                   | | |
| Viernes | Sábado | Domingo |
| Def Leppard The Darkness Alter Bridge Thin Lizzy Black Stone Cherry Duff Mckagan's Loaded Puddle Of Mudd CKY | System Of A Down Avenged Sevenfold Skunk Anaise Down Hollywood Undead Skindred Escape The Fate All That Remains Devil Wears Prada | Linkin Park Bullet For My Valentine disturbed The Gaslight Anthem The Pretty Reckless Bowling For Soup Madina Lake Biohazard Suicide Silence |

| Second Stage | | |
| Viernes | Sábado | Domingo |
| Pendulum Korn Bring Me the Horizon Children of Bodom The Damned Things Anti-Flag Young Guns Destroy Rebuild Until God Shows Evaline | Alice Cooper Twisted Sister Cheap Trick Mr. Big Dio Disciples Clutch Dan Reed Rock Sugar The BossHoss Rise to Remain Chthonic Sacred Mother Tongue | Rob Zombie The Cult Black Veil Brides Buckcherry Turisas Gwar Kvelertak Hyro Da Hero Malefice Yashin Collapse |

| Pepsi Max Stage | | |
| Viernes | Sábado | Domingo |
| Danzig Times of Grace FM Hyro Da Hero Asking Alexandria Lower Than Atlantis Japanese Voyeurs Royal Republic Betraeus Sweet Savage | Funeral for a Friend The King Blues Sevendust Evile Trash Talk Your Demise Letlive VersaEmerge Ghost Straight Line Stitch TRC Houston The Rods | Frank Turner Plain White T's Silverstein Framing Hanley Deaf Havana T-34 Starseed My Darkest Days Sworn Amongst Hell Trucker Diablo Knock Out Kaine Jameson Raid |

| Red Bull Bedroom Jam Stage                                                                    | | |
| Viernes                                                                                       | Sábado | Domingo |
| Modestep Envy of the State OAF Don Broco Page 44 Hill Valley High MakethisRelate Kellermensch | Dangerous! Kill 21 The Dangerous Summer Dear Superstar Heights Blitz Kids Welcome Wednesday The Morning After Dripback Fighting Wolves | H.E.A.T. Baptized in Blood The Dead Lay Waiting Illuminatus You and What Army October File Belligerance Skeletal Damage |

| Jägermeister Acoustic Stage                                                             | | |
| Viernes                                                                                 | Sábado                                                                                                  | Domingo |
| Skindred The Last Republic The Dirty Youth Million $ Reload Obsessive Compulsive Verses | Bowling for Soup Dan Reed Sons of Icarus Royal Republic Maiden uniteD Never Means Maybe Skin Intraverse | Dave McPherson Red, White and Blues Hyro Da Hero The Morning After Slaves to Gravity Heaven's Basement Voodoo Johnson Raven Vandelle |

## Download 2015
La decimotercera edición del Download Festival se celebró en el Donington Park entre el 12 y 14 de junio.
| Viernes 12 de junio                                                                                     | |                                                                                   | |                                      |
| Main Stage                                                                                              | Zippo Encore Stage | The Maverick Stage                                                                | Jake's Stage | Dog's Bed Stage                      |
| Slipknot Judas Priest Five Finger Death Punch Clutch Lacuna Coil At the Gates Hellyeah All That Remains | Black Stone Cherry Thunder Corrosion of Conformity Modestep The Cadillac Three Blues Pills Fearless Vampire Killers Rival State | Fightstar DragonForce Sylosis Beartooth Defeater Gnarwolves Krokodil Counterparts | A Young Guns Bombus The One Hundred Decade American Fangs Allusondrugs Blood Youth The Raven Age Wild Lies God Damn E of E | Hands Like Houses Beasts Rival State |

| Sábado 13 de junio | | | |                                        |
| Main Stage | Zippo Encore Stage | The Maverick Stage | Jake's Stage | Dog's Bed Stage                        |
| Muse Faith No More A Day to Remember Rise Against Parkway Drive Hollywood Undead Mallory Knox Funeral for a Friend Heart of a Coward | Marilyn Manson Black Veil Brides Black Star Riders Motionless in White Carcass Testament Ace Frehley Apocalyptica Malefice Geyser The Lounge Kittens | Andrew W.K. Body Count Every Time I Die Crown the Empire Northlane Upon a Burning Body Stray from the Path Hands Like Houses Chunk! No, Captain Chunk! In Hearts Wake | Hey! Hello! The Pink Slips Dolomite Minor Insomnium Purson Dub War The Struts Roam Creeper Crobot Emp!re New Years Day Love Zombies Iconic Eye | Tim Vantol Von Hertzen Brothers Crobot |

| Domingo 14 de junio | | | |                                                     |
| Main Stage | Zippo Encore Stage | The Maverick Stage | Jake's Stage | Dog's Bed Stage                                     |
| Kiss Mötley Crüe Slash Featuring Myles Kennedy & The Conspirators Billy Idol Blackberry Smoke Tremonti Cavalera Conspiracy 36 Crazyfists Pop Evil | Enter Shikari Lamb of God In Flames L7 Eagles of Death Metal Godsmack We Are Harlot Backyard Babies Von Hertzen Brothers H.E.A.T The Dead Daisies | Yellowcard The Ghost Inside Madball Three Days Grace The Darkness Code Orange Evil Scarecrow September Mourning Like a Storm | Suicidal Tendencies FIDLAR Chelsea Grin Butcher Babies Aaron Keylock Man with a Mission The Qemists René LaVice Trash Boat LTNT Hyena Colour of Noise Beasts Sirens in the Delta | Like a Storm Broken Chords Fearless Vampire Killers |

## Download 2016
La decimocuarta edición del Download Festival tuvo lugar en el Donington Park entre el 10 y el 12 de junio.
| Download Festival Main Stage (Lemmy Stage)                               |                                                                    | |
| Viernes                                                                  | Sábado                                                             | Domingo                                                                                               |
| Rammstein Korn Killswitch Engage Babymetal Alien Ant Farm Royal Republic | Black Sabbath Deftones Megadeth Rival Sons Sixx:A.m. Atreyu Avatar | Iron Maiden Nightwish Disturbed Shinedown Halestorm The Temperance Movement Amon Amarth Monster Truck |

| Encore Stage                                                                                 | | |
| Viernes                                                                                      | Sábado | Domingo |
| All Time Low Twin Atlantic Glassjaw The Amity Affliction Skillet Graveyard As Lions Raveneye | NOFX Skindred Architects Juliette and the Licks Bury Tomorrow Tesseract Scorpion Child The Men That Will Not Be Blamed For Nothing Inglorious Santa Cruz | Jane's Addiction Billy Talent Don Broco Breaking Benjamin One Ok Rock Periphery Delain Grand Magus Whiskey Mayers Buck & Evans |

| Maverick Stage                                                                    | | |
| Viernes                                                                           | Sábado | Domingo |
| Gutterdammerung The Wildhearts Kadavar Fort Hope Heck Zoax Puppy Hill Valley High | Pennywise Neck Deep Anti-Flag Escape The Fate Lawnmower Death Danko Jones Turbowolf Black Peaks Shvpes Moses | Saxon Ghost Gojira Electric Wizard Tremonti Frank Carter & The Rattlesnakes Attila The Dirty Youth The Raven Age Wild Lies |

| 4th Stage | | |
| Viernes | Sábado | Domingo |
| Raging Speedhorn Inme Savage Messiah Skinny Lister From Ashes to New Counting Days Havok Strange Bones The Amorettes In Search of Sun Weirds | Municipal Waste The Shrine Cane Hill Slaves (US) Dead! Milk Teeth Wage War Palisades Reigning Days Wearing Scars Scattering Ashes | Napalm Death Ho9909 Good Tiger Ashestoangels Black Foxxes Kenneths Muncie Girls The King is Blind Witchsorrow Vukovi The Franklys |